# Texas Ranger Division
A Texas Ranger Division, comumente chamada de Texas Rangers, é uma agência de aplicação da lei, com jurisdição no estado do Texas, Estados Unidos. Sua sede está na capital Austin. Ao longo dos anos, os Texas Rangers investigaram crimes diversos, desde assassinatos até corrupção política, atuaram no controle de motim, como detetives, protegeram o governador do Texas, localizaram fugitivos e funcionaram como uma força paramilitar a serviço da República (1836–45) e do estado do Texas.
Acredita-se que os Texas Rangers foram criados em 1823, de forma não-oficial, por Stephen F. Austin, e em 1835 formalmente constituídos. O grupo foi dissolvido pelas autoridades federais após a Guerra Civil Americana, mas rapidamente reorganizado após a reinstituição do governo local. Desde 1935, a organização se tornou uma divisão do Departamento de Segurança Pública do Texas. Em 2009 contava com 134 membros.
Os Texas Rangers tomaram parte em vários eventos da História do Texas, tais como impedir o assassinato dos presidentes William Howard Taft e Porfirio Díaz, em El Paso, e em alguns dos mais famosos casos de criminosos do Velho Oeste, tais como aqueles do matador John Wesley Hardin, o ladrão de bancos Sam Bass e os foras-da-lei Bonnie e Clyde. Muitos livros sobre essa divisão policial foram escritos de obras bem-pesquisadas de não-ficção a romances de polpa e outras tais ficção, assim como surgiram vários textos em revistas populares, tornando os Texas Rangers uma parte significativa da mitologia sobre o Velho Oeste. The Lone Ranger, talvez o exemplo mais conhecido de um personagem de ficção derivado do Texas Ranger, extrai seu apelido principal tanto de ter sido um Texas Ranger e de ser o único membro sobrevivente de uma posse de seis Texas Rangers, cujos outros cinco membros (incluindo o seu próprio Irmão mais velho, um capitão do grupo) foram mortos em um massacre em Bryant's Gap.
Durante sua longa história, uma distinta tradição Ranger evoluiu; Sua importância cultural para os texians e mais tarde texanos é tal que eles são legalmente protegidos contra uma dissolução. Há um museu dedicado ao grupo, em Waco.

## História

### Fundação e primeiros anos

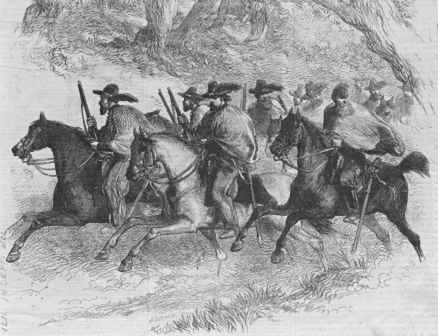
Desenho de um grupo de Texas Rangers, em ação por volta de 1845

Em meados dos anos de 1820, o México havia se tornado independente e cerca de 600 a 700 famílias se estabeleceram no Texas, muitas delas vindas dos Estados Unidos. Sem a proteção de um exército regular contra os ataques dos índios e bandidos, em 1823 o governador Stephen F. Austin foi obrigado a criar um pequeno grupo armado não-oficial para patrulhar o estado. Esses patrulheiros passaram a ser conhecidos por "Rangers". Em 4 de agosto de 1823, Austin escreveu sobre o grupo. Dentre outras coisas, ele contou que pagava aos homens 15 dólares por mês.  John Jackson Tumlinson Sr., o primeiro alcaide do Colorado, é considerado por muitos historiadores como o primeiro Ranger morto em ação.
Em 1835, os Texas Rangers foram formalmente constituídos. Nessa época Austin voltou ao Texas após sua viagem a Cidade do México. Em 17 de outubro, após uma consulta ao conselho pelo governador provisório do Texas, Daniel Parker, foi proposta uma resolução que criava oficialmente os Texas Rangers, com 60 homens distribuídos em três companhias. Estas foram regulamentadas por lei estadual de 24 de novembro. Em 28 de novembro de 1835, Robert McAlpin Williamson escolheu o primeiro Major dos Texas Rangers. Depois de dois anos, os Rangers já contavam com 300 homens.
Nos primeiros anos, os Rangers se preocupavam em guardar a fronteira do Texas contra os ataques dos índios, que ameaçavam os colonos. Durante a Revolução do Texas, os Rangers atuaram como batedores, espiões, correios e guias para os colonos americanos que estavam sendo perseguidos pelo Exército Mexicano. Diminuíram essa atuação quando surgiu a República do Texas, sob a presidência de Sam Houston, que tinha vivido com os índios cherokees por muitos anos (inclusive casou com uma índia dessa tribo), ajudou a manter a paz com os nativos, o que ia contra a manutenção de uma força como a dos Rangers.
A situação mudou radicalmente quando Mirabeau B. Lamar se tornou presidente, em dezembro de 1838. Ele participara de confrontos contra os cherokees em seu estado natal, Geórgia; como a maioria dos texanos, ele nunca esqueceu o apoio que os cherokees deram aos mexicanos na Batalha de Neches (Revolta de Córdova) contra a República. Favorável à expulsão dos índios do Texas, Lamar viu nos Rangers a ferramenta perfeita para esse intento e obteve da Câmara Estadual a permissão para aumentar aquela força de 56 homens com companhias de voluntários. Nos três anos seguintes, os Rangers se engajaram na luta contra os cherokees e os comanches e conseguiram manter o território sob seu controle.

### Guerra contra o México

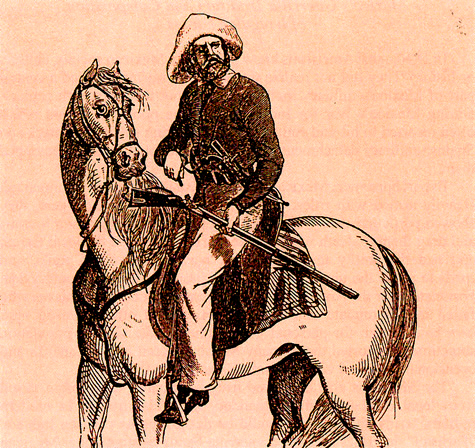
Desenho de um Texas Ranger nos anos de 1840.

Sam Houston foi reeleito presidente do Texas em 12 de dezembro de 1841. Admirador da eficiência dos Rangers, ele aumentou o número dos patrulheiros para 150. Sob o comando do Capitão John Coffee "Jack" Hays, a força teve um importante papel na defesa contra a invasão dos mexicanos comandados pelo General Adrian Woll, em 1842, e também contra os continuados ataques dos índios. Hays era um líder carismático e a ele foi atribuída a manutenção da coesão, disciplina e motivação dos Rangers dessa época.. Com ele, os Rangers adotaram como armamento o revólver Colt Paterson, de cinco tiros. Ele treinou seus homens para usarem as armas a galope, mudando a técnica anterior que recomendava o desmonte antes do tiroteio. Sua tática se mostrou excelente e mais tarde foi imitada pelos militares. Por sugestão de um dos oficiais de Hays, Samuel Hamilton Walker, os revólveres evoluiram para o famoso seis-tiros, (conhecido por Colt Walker). Foram nesses anos que os famosos Rangers Hays, Walker, Benjamin McCulloch e William "Pé-Grande" Wallace ganharam a reputação de defensores da fronteira.
Com a anexação do Texas pelos Estados Unidos e a Guerra contra o México em 1846, muitas companhias dos Rangers foram incorporadas às Forças Federais e estiveram em batalhas como a de Palo Alto e Resaca de la Palma. A partir desse momento, os Rangers incorporaram as técnicas de guerrilha e foram guias para o Exército Americano para a ofensiva. Rangers também estiveram na Batalha de Monterrei e Batalha de Buena Vista. O exército, comandado pelo General Winfield Scott, tomou Veracruz em março de 1847 e os Rangers estiveram no apoio até as batalhas de Cerro Gordo e Chapultepec. Eles foram responsáveis pelas derrotas dos guerrilleros mexicanos que fustigavam as tropas federais. Os Rangers ficaram conhecidos entre os combatentes daquele país e quando as companhias entraram e ocuparam a Cidade do México juntamente com o Exército, em setembro de 1847, foram chamados de los Diablos Tejanos dada a reverência e terror que causaram. A atuação da Força nessa guerra também aumentou a fama do grupo em seu próprio país, gerando o folclore sobre suas aventuras. A reputação do grupo ajudou a ser pouco divulgado eventos obscuros tais como o massacre de Santillo, ordenado por Samuel H. Walker.
A maior parte dos Rangers foi desmobilizada durante os anos que se seguiram ao fim da guerra, em 2 de fevereiro de 1848. O Exército assumiu até a responsabilidade de proteção das fronteiras terrestres. Mas o combate aos índios acabou se tornando a prioridade do exército, que seguia a política federal. Com a eleição de Hardin Richard Runnels para governador em 1857, os Rangers retomaram seu papel de guardiões das fronteiras.
Em 27 de janeiro de 1858, Runnels colocou 70.000 dólares para financiar a Força dos Rangers. John Salmon "Rip" Ford, um veterano dos Rangers na Guerra contra o México, foi nomeado Capitão Sênior. Com uma força de 100 Rangers, Ford organizou uma grande expedição contra os Comanches e outras tribos. Em 12 de maio, guiados por batedores Tonkawa, Anadarko e Shawnee e vindos da Reserva Brazos no Texas, as tropas cruzaram o Rio Vermelho dentro do Território Indígena e atacaram uma aldeia Comanche próxima do Rio Canadian, contornando as Colinas Antelope (atual Oklahoma). Com apenas quatro baixas, as forças mataram 76 Comanches (inclusive o Chefe Casaco de Ferro) e fizeram 18 prisioneiros e capturaram 300 cavalos.
Em dezembro de 1859, Ford e sua companhia voltaram para Brownsville, sul do Texas, onde o mexicano Juan Cortina atacou e conseguiu ocupar brevemente a cidade, além de realizar várias ações de guerrilha contra os rancheiros americanos. Aliados a um regimento do exército comandados pelo Major Samuel P. Heintzelman (que mais tarde seria um importante general na Guerra Civil), os Rangers de Ford atacaram os mexicanos e em 27 de dezembro de 1859 derrotaram as forças de Cortina na Batalha da Cidade do Rio Grande. Derrotado, Cortina retornou ao México, embora continuasse a promover pequenas ações de guerrilhas contra os rancheiros.
Os Rangers se mostraram eficientes em patrulharem o grande território texano, função dificultosa para o Exército. Para eles, a região era familiar e ficavam próximos das ocorrências, grandes vantagens a favor da Força. Mesmo assim, os Rangers foram novamente dissolvidos em 1874, mas tempos depois, ressurgiriam.

### Guerra Civil e final do Século XIX
Com a Guerra Civil eclodindo em 1861, muitos Rangers se alistaram para lutarem com as Forças Confederadas: Walter P. Lane, George W. Baylor, Thomas S. Lubbock, Benjamin McCulloch, Henry Eustace McCulloch, John B. Jones, Leander H. McNelly e John Ford, dentre eles. Reunidos no famoso Oitavo Regimento Texano da Cavalaria, sob o comando de Benjamin Franklin Terry. Na guerra eles continuaram a agir como guias, vigiavam as fronteiras contra índios e reprimiam desertores. Esse grupo heterogêneo nunca foi considerado uma força Ranger, embora suas funções continuassem as mesmas.
Durante a Reconstrução, os Rangers foram substituídos pelas forças regulares, a Força Policial do Texas. Aplicando leis impopulares, essas mudanças foram combatidas. A nova Força existiu pelo breve período de 22 de julho de 1870 até 22 de abril de 1873.

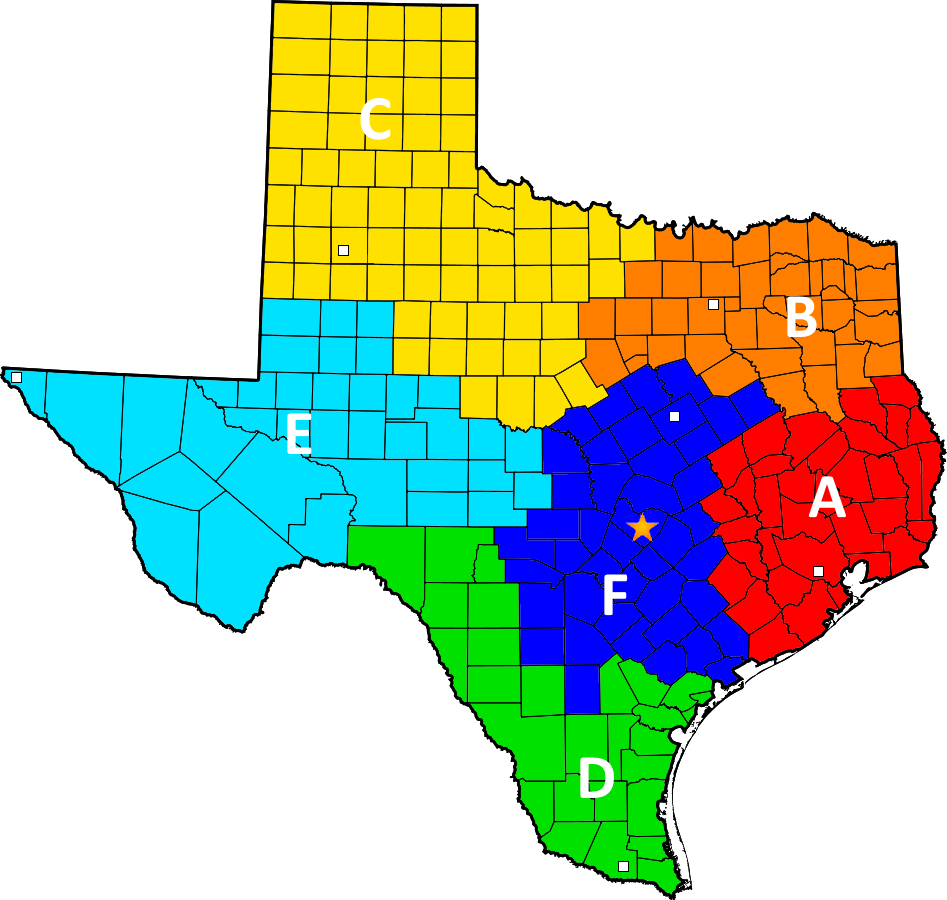
Mapa jurisdicional das seis companhias de Texas Rangers.

Em 1873, com a eleição para governador de Richard Coke, foi encerrado oficialmente o período da Reconstrução no Texas. No mesmo ano a Câmara do Texas autorizou a reconstituição dos Rangers. Criou-se os Batalhões da Fronteira, com seis companhias de 75 homens, sob o comando do Major John B. Jones. Esse grupo aumentou a vigilância ao cumprimento das leis, bem como continuou o combate aos índios.
Atuando com os Batalhões da Fronteira estavam a "Força Especial", um segundo grupo militarizado comandado pelo Capitão Leander H. McNelly, com o objetivo específico de trazer ordem ao sul do Texas, nas áreas do Rio Nueces e Rio Grande. Essa região ficou conhecida como a "Faixa Nuaces". Ali havia grande prática de crimes, favorecida pela proximidade com o México, além dos conflitos entre agricultores e criadores de gado. Crimes ao longo da fronteira eram comuns, praticados não só por bandidos comuns como também pelos "caudilhos" mexicanos. Os homens de Juan Cortinas estavam novamente agindo como guerrilheiros contra os rancheiros locais. Nos dois anos seguintes, McNelly e seu grupo agiram energicamente contra essas ameaças e praticamente as erradicaram do Texas.
Nessa época muito da mitologia sobre os Rangers tomaram forma, como a prisão de inúmeros criminosos (Sam Bass e John Wesley Hardin dentre eles) e a derrota dos comanches, kiowas e apaches. Foi nessa época que os Rangers sofreram a única derrota em sua história: a rendição na Revolta Salinero em 1877. Após o período da fama, a conduta dos Rangers começou a ser questionada. Em particular, McNelly e seus homens que usavam métodos que rivalizavam em brutalidade com os de seus oponentes: havia execuções sumárias, confissões forçadas, torturas e intimidações. McNelly também ficou conhecido por desobedecer ordens de seus superiores em inúmeras ocasiões. Invadiu a fronteira mexicana em busca de seus alvos muitas vezes. Com a aposentadoria de McNelly por causa de problemas de saúde, as Forças Especiais foram dissolvidas em 1877 e os membros foram incorporados aos Batalhões da Fronteira.

### Revolução Mexicana e início do Século XX

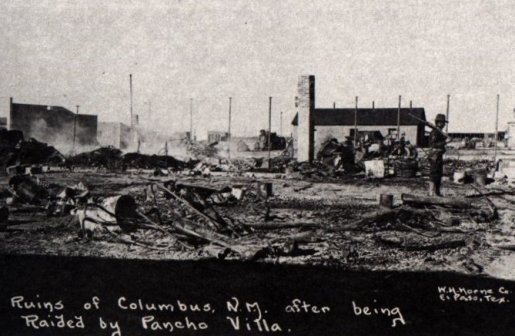
Columbus, Novo México, após ataque de Pancho Villa.

Como as leis que criaram os Rangers ficaram obsoletas, novas reestruturações da instituição foram necessárias. Os Batalhões das Fronteiras foram extintos e com uma legislação, datada de 8 de julho de 1901, uma nova força Ranger foi criada. Consistia em quatro companhias com o limite de 20 homens cada uma, sob o comando de um capitão. Os Rangers deviam estar comprometidos principalmente com a observância das leis.
A Revolução Mexicana se iniciara em 1910, com a intenção de derrubar o governo do Presidente Porfirio Díaz, terminando com a relativa paz que se instalara na fronteira. Os bandos de mexicanos cruzavam o Rio Grande com frequência e espalhavam a violência na região. Atingindo as rotas comerciais e agindo como agentes rodoviários, os bandidos mexicanos pressionavam as comunidades americanas, promovendo raptos, extorsão e roubo de mantimentos. As leis mexicanas não eram mais respeitadas com o colapso do regime de Diaz e os grupos só obedeciam aos diferentes chefes militares (caudilhos) de ambos os lados da fronteira, não para apoiar algum lado da Revolução, mas apenas para tomar vantagem da situação.  Até que em 1915 surgiu o chamado Plano de San Diego, que objetivava exterminar os americanos da fronteira: As guerrilhas de Pancho Villa mataram cerca de 500 texanos, inclusive mulheres e crianças.
O governador Oscar Branch Colquitt deu ordens ao Capitão dos Rangers John R. Hughes para manter os mexicanos fora do território do Texas. Centenas de novos Rangers foram contratados. Assumindo a própria lei, muitos dos novos grupos passaram a atuar como vigilantes. Relatórios de abusos e desrespeito das leis pelos Rangers começaram a proliferar. A situação se tornou dramática quando em 9 de março de 1916, Pancho Villa liderou 500 cavaleiros mexicanos num ataque a Columbus, no Novo México. Villa e o General Ramon Banda Quesada, encontraram um destacamento do décimo terceiro Regimento da Cavalaria Americana que não os impediu (vide Batalha de Columbus). Roubaram 100 cavalos e mulas, queimaram a cidade e mataram 14 soldados e dez civis. Levaram também armas e munição antes de voltar ao México.
Em janeiro de 1918, um grupo fortemente armado de Texas Rangers, rancheiros e soldados do exército cruzaram a fronteira na região do Condado de Presidio. Em Provenir, 15 mexicanos foram mortos. Antes da década terminar, milhares de vidas seriam perdidas. Em janeiro de 1919, o congressista José T. Canales de Brownsville, promoveu uma investigação sobre as ações dos  Rangers naquele período. A investigação contou em 300 a 5.000 as pessoas de origem hispânica que foram mortas pelos Rangers, de 1910 a 1919, além de inúmeros casos de brutalidades e cometimentos de injustiças.
Esses anos foram os mais turbulentos na história dos Rangers, levando a nova reformulação em 1919. Todos os grupos especiais de Ranger foram extintos; as quatro companhias oficiais foram mantidas, mas os membros foram reduzidos de 20 para 16.
A reforma foi positiva e os Rangers retomaram a imagem de uma agência respeitável. Sob o comando de capitães como Frank Hamer (que ficaria famoso no caso da morte de Bonnie e Clyde), os Rangers continuaram com sua luta contra ladrões de gado e disputas trabalhistas violentas. Com a Lei Seca em 16 de janeiro de 1920, houve o combate ao contrabando de tequila.
Outro fato que levou a ação dos Rangers foi o grande surgimento e abandono de cidades devido ao início da Industria do Petróleo no estado. Durante os anos de 1920 houve a lei marcial em muitas dessas cidades, como Mexia e Borger; em outras, como Wink, Ranger, Kilgore e Burkburnett, a situação ficou séria. Os problemas continuaram até os anos de 1950.

### Modernização e atualidade
A Grande Depressão forçou os órgãos federais e estaduais a diminuírem o pessoal e se fundirem. O número de oficiais dos Rangers foi reduzido para 45. A situação piorou quando membros participaram da política: em 1932 eles apoiaram o governador Ross Sterling em sua campanha para reeleição, contra Miriam Amanda "Ma" Ferguson. Ferguson venceu e imediatamente esvaziou os serviços dos Rangers. Com os salários reduzidos, a força ficou com apenas 32 homens. O resultado foi que o Texas se tornou um refúgio seguro para muitos quadrilheiros da Era da Depressão. Para lá fugiram Bonnie e Clyde, George "Machine Gun" Kelly, Pretty Boy Floyd e Raymond Hamilton.
A segurança pública foi revista e foi contratada uma consultora de Chicago para examinar a situação. O relatório confirmou o aumento da criminalidade no estado, com críticas às forças policiais, chamadas de desorganizadas, obsoletas e mal remuneradas. Recomendaram a fusão das agências dos Rangers com a Polícia Rodoviária Estadual, formando o que seria o Departamento de Segurança Pública do Texas. A Câmara Legislativa concordou com as recomendações. A nova agência se formou em 1935, com as operações iniciadas em 10 de agosto.
Com poucas mudanças a partir de então, a reforma de 1935 é a que regulamenta os Texas Rangers na atualidade. Desde os anos de 1930 que os Rangers contavam com um dos melhores laboratórios de criminalística do país. O coronel Homer Garrison se tornou o diretor em setembro de 1938 e se mostrou uma boa liderança. Muitos capitães tais como Manuel T. Gonzaullas, conseguiram restaurar o bom nome dos Rangers.

## Velho Oeste
Como aconteceria com muitos mitos do Velho Oeste, tais como Billy the Kid ou Wyatt Earp, a aura lendária dos Rangers foi em parte resultado do trabalho de escritores e jornalistas imaginativos e sensacionalistas, que glorificaram e embelezaram a instituição. O caso dos Rangers é, provavelmente, único: foram uma força coletiva que, no exercício de autoridade governamental, protegeram o Texas contra ameaças consideradas extremamente graves ao longo do tempo. Enquanto muitos Rangers seriam considerados criminosos por um moderno observador, foram documentados vários episódios de bravura e desprendimento.
Dos 79 Rangers que morreram em ação ao longo da história, 30 o foram durante o Velho Oeste (1858-1901). Foi nesse período também que ocorreram as famosas capturas de notórios assassinos, tais como John Wesley Hardin, Sam Bass, Billy Thompson e outros.

## Casos do arquivo

### Sam Bass
Em 1878, Sam Bass e sua quadrilha cometeram uma série de roubos a bancos e diligências nas cercanias de Dallas. O capitão Junius "June" Peak comandou os Rangers na perseguição a quadrilha pelo norte do Estado. Bass conseguiu escapar, até que um membro da quadrilha, Jim Murphy, se tornou informante dos policiais. Murphy escreveu ao Major John B. Jones, sob a ida da quadrilha para o sul do Texas.
Jones preparou uma emboscada em Round Rock, onde a quadrilha planejara roubar o Banco do Condado de Williamson. Em 19 de julho de 1878, Bass e seus homens fizeram o reconhecimento da área. Compraram fumo num armazém e quando o xerife Caige Grimes se aproximou do grupo, foi morto a tiros. O auxiliar Moore foi mortalmente ferido, assim como Bass. A quadrilha rapidamente montou em seus cavalos e tentou fugir sob fogo. Bass foi novamente atingido, nas costas, pelo Ranger George Herold. Bass foi encontrado no norte da cidade. Ele foi feito prisioneiro até morrer no dia seguinte, em função de seus ferimentos.

### John Wesley Hardin

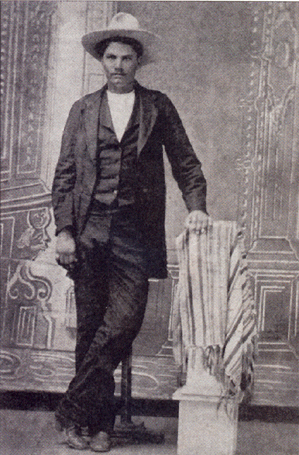
John Wesley Hardin

John Wesley Hardin cometera seu primeiro assassinato aos 15 anos de idade e confessou ter matado mais de 40 homens em 27 anos. Em maio de 1874, Hardin matou Charles Webb, um auxiliar do xerife do Condado de Brown. (Webb tinha sido um oficial dos Texas Ranger). John Barclay Armstrong, um Texas Ranger conhecido como o "Buldogue de McNelly" desde quando servira nas Forças Especiais como sargento e braço-direito do Capitão Leander McNelly, pediu permissão para prender o matador. Com o consentimento, ele perseguiu Hardin pelo Alabama até a Flórida. Armstrong encontrou Hardin em Pensacola, Flórida.
Armstrong abordou um trem em que estavam Hardin e quatro companheiros. Quando o tiroteio acabou, um dos quadrilheiros tinha morrido e os três sobreviventes estavam sob a pistola de Armstrong. Hardin foi colocado inconsciente. O chapéu de Armstrong tinha sido atravessado por uma bala. Hardin foi julgado por assassinato, condenado e sentenciado a 25 anos de cadeia. Dezessete anos depois ele foi perdoado pelo governador Jim Hogg e saiu da prisão em 16 de março de 1894. Ele foi para El Paso, Texas. Em 19 de agosto de 1896, foi assassinado durante uma partida de pôquer no Saloon Acme.

### Bonnie & Clyde
Frank Hamer, o veterano capitão Ranger, deixou a instituição em 1932. Em 1934, recebeu um pedido do coronel Lee Simmons, chefe da prisão do Texas para perseguir Bonnie Parker e Clyde Barrow, conhecidos como chefes da Gangue Barrow. Os bandidos tinham matado um guarda quando escaparam, e foram responsabilizados por muitos assassinatos e roubos no Texas.
A quadrilha Barrow cruzara nove estados. Hamer e oficiais da Louisiana souberam que Bonnie e Clyde tinha ido a uma casa em Bienville Parish, Louisiana, em 21 de maio de 1934, e que  Clyde tinha marcado ali como um local para se encontrar com o capanga Henry Methvin em caso de se separarem. Methvin, forçado a cooperar com os oficiais, contou que haviam se separado em  Shreveport, Louisiana. Foi preparada uma emboscada no caminho para o esconderijo, entre Gibsland e Sailes. Os Rangers, liderados por Hamer e B. M. "Manny" Gault, juntos com o xerife Henderson Jordan, o auxiliar Prentiss Oakley de Bienville Parish, Louisiana, o auxiliar do condado de Dallas Bob Alcorn e Ted Hinton ficaram à espreita. Eles esperaram à noite e até o dia seguinte, mas os bandidos não apareceram.
Em 23 de maio, quando já se preparavam para desistir da emboscada, ouviram o Ford V-8 roubado de Clyde se aproximando. Quando os bandidos pararam para falar com o pai de Henry Methvin (que ficara num caminhão para distrair Clyde e forçá-lo a parar), os agentes abriram fogo, matando Bonnie e Clyde com um total de 130 balas. Alguns questionaram a autoridade legal para matar Bonnie Parker. O Congresso premiou Hamer com uma citação especial pela armadilha e morte dos fora-da-lei.

## Cultura popular

### Impressos
- Bowdrie and Bowdrie's Law, coleção de contos do autor de faroeste Louis L'Amour.
- The Lonesome Dove: novelas de Larry McMurtry com aventuras fictícias de muitos  Texas Rangers do século XIX.
- The Morgan Kane: novelas de Kjell Hallbing (com o pseudônimo de Louis Masterson). Aventuras de Kane como um fictício Texas Ranger nos anos de 1880-85. Outros livros mostram  Kane com um bandido, caçador de bufalos e mais tarde delegado federal.
- One Ranger: A Memoir, autobiografia do ex-Texas Ranger H. Joaquin Jackson (com David Marion Wilkinson).
- Six Years with the Texas Rangers, de James B. Gillett, em homenagem aos Texas Ranger de 1875–1881.
- Tex Willer, criado por Gian Luigi Bonelli e Aurelio Gallepini, em 1948, é um Texas Ranger.
- Texas Rangers foi uma revista popular da Better Publications, com 206 números que começaram em outubro de 1936 e seguiram até fevereiro de 1958. O protagonista era o Texas Ranger Jim Hatfield.
- Rusty Shannon & Andy Pickard, personagens Ranger na série Elmer Kelton's Texas Ranger's series: The Buckskin Line; Badger Boy; The Way of the Coyote; Ranger's Trail; Texas Vendetta; Jericho's Road; Hard Trail to Follow.

### Rádio
- Tales of the Texas Rangers (8 de julho de 1950 – 14 de setembro de 1952), com Joel McCrea como Jace Pearson, um Texas Rangers. Colaboração técnica de Manuel "Lone Wolf" Gonzaullas, um Texa Rangers verdadeiro.

### Esportes
- Texas Rangers, um time de beisebol do Texas.
- New York Rangers, equipe de hóquei.

### Televisão
- Comanche Moon (2008) CBS - Minissérie para TV com Val Kilmer e Steve Zahn.
- The Dukes of Hazzard Segunda Temporada, episódio 20 (1980) com o ator convidado  John Shearin como o Texas Ranger Jude Emery
- Laredo (1965–1967) com Neville Brand, Peter Brown, Robert Wolders e Philip Carey
- Miami Vice Terceira Temporada, Episódio 7 (1986) com o astro convidado Willie Nelson como o Texas Ranger Jake Pearson
- The Lone Ranger (1949–1957)
- Tales of the Texas Rangers (1955–1959)
- The Texas Rangers (1981) Filme de TV com Jeff Osterhage
- Trackdown (1957–1959) com Robert Culp como o Texas Ranger Hoby Gilman
- Walker, Texas Ranger (1993–2001) com Chuck Norris
  - Walker, Texas Ranger: Trial by fire (2005)
- Medium Série NBC, primeira temporada, episódio 1 (Piloto) (2005)

### Filmes
- The Texas Rangers (1936), com Fred MacMurray
- Come On, Rangers (1938), com Roy Rogers
- The Texas Rangers Ride Again (1940), com John Howard
- The Searchers (1956), com John Wayne e Ward Bond como o Rev. Capt. Samuel Johnston Clayton; pregador e capitão dos Texas Ranger.
- The Comancheros (1961), com John Wayne, sobre um conflito fictício com os  Comanches e seus aliados brancos.
- Bonnie and Clyde (1967), com o Texas Ranger Frank Hamer interpretado por Denver Pyle como um vingativo oficial que fora aprisionado e humilhado pelos bandidos. Na realidade, a primeira vez que Hamer os vira foi na emboscada que os mataria. Em 1968, a viuva e o filho de Frank Hamer processaram os produtores do filme por difamação.[21]
- True Grit (1969), com John Wayne como um delegado federal e Glen Campbell como um Texas Ranger de Waco
- Lone Wolf McQuade (1983), o principal personagem, J.J. McQuade (Chuck Norris), é um Texas Ranger que prefere trabalhar sozinho. Ele mora num lar pobre num lugar afastado e tem um lobo como mascote. Sua filha é adolescente, de um casamento terminado, embora ele mantenha boas relações com a ex-esposa.
- The Texas Chainsaw Massacre Part 2 (1986), com Dennis Hopper como o Texas Ranger "Lefty" Enright
- Extreme Prejudice (1987), com Nick Nolte como o Texas Ranger Jack Benteen, vagamente baseado no verdadeiro Texas Ranger Joaquin Jackson
- Last Man Standing (1995), Ken Jenkins como o Texas Ranger Capitão Tom Pickett
- From Dusk Till Dawn (1996), com Michael Parks como o Texas Ranger Earl McGraw. Parks também interpretou o Ranger McGraw em Kill Bill (2003) e Grindhouse (2007)
- Texas Rangers (2001), com Dylan McDermott como Leander McNelly. O filme baseia-se vagamente na história da Força Especial dos Texas Rangers.
- Man of the House (2005), com Tommy Lee Jones como o Texas Ranger Roland Sharp, incumbido de proteger um grupo de líderes de torcida que foram testemunhas de um assassinato. O parceiro de Jones é a Texas Ranger Maggie Swanson (Liz Vassey).
- Lone Star (1996), com Chris Cooper
- A Perfect World (1993) com Kevin Costner e Clint Eastwood. Eastwood é o Texas Ranger Red Garnett que persegue o fugitivo Butch Haynes (Costner).
- True Grit (2010) com Jeff Bridges e Matt Damon. Damon é o Texas Ranger LaBoeuf que persegue o criminoso Tom Chaney (Josh Brolin) por este ter matado um senador texano.
- The Lone Ranger (filme). John Reid (Armie Hammer), o Cavaleiro Solitário, é um remanescente Texas Ranger.
- The Highway Men (2019) com Kevin Costner como o Capitão Frank Hamer e Woody Harrelson como Maney Gault. O filme é baseado na história real da participação dos Texas Rangers na captura do casal de ladrões e assasinos Bonnie & Clyde.